# Ragnar Östberg
Ragnar Östberg (Stoccolma, 14 luglio 1866 – Stoccolma, 5 febbraio 1945) è stato un architetto svedese.

## Biografia

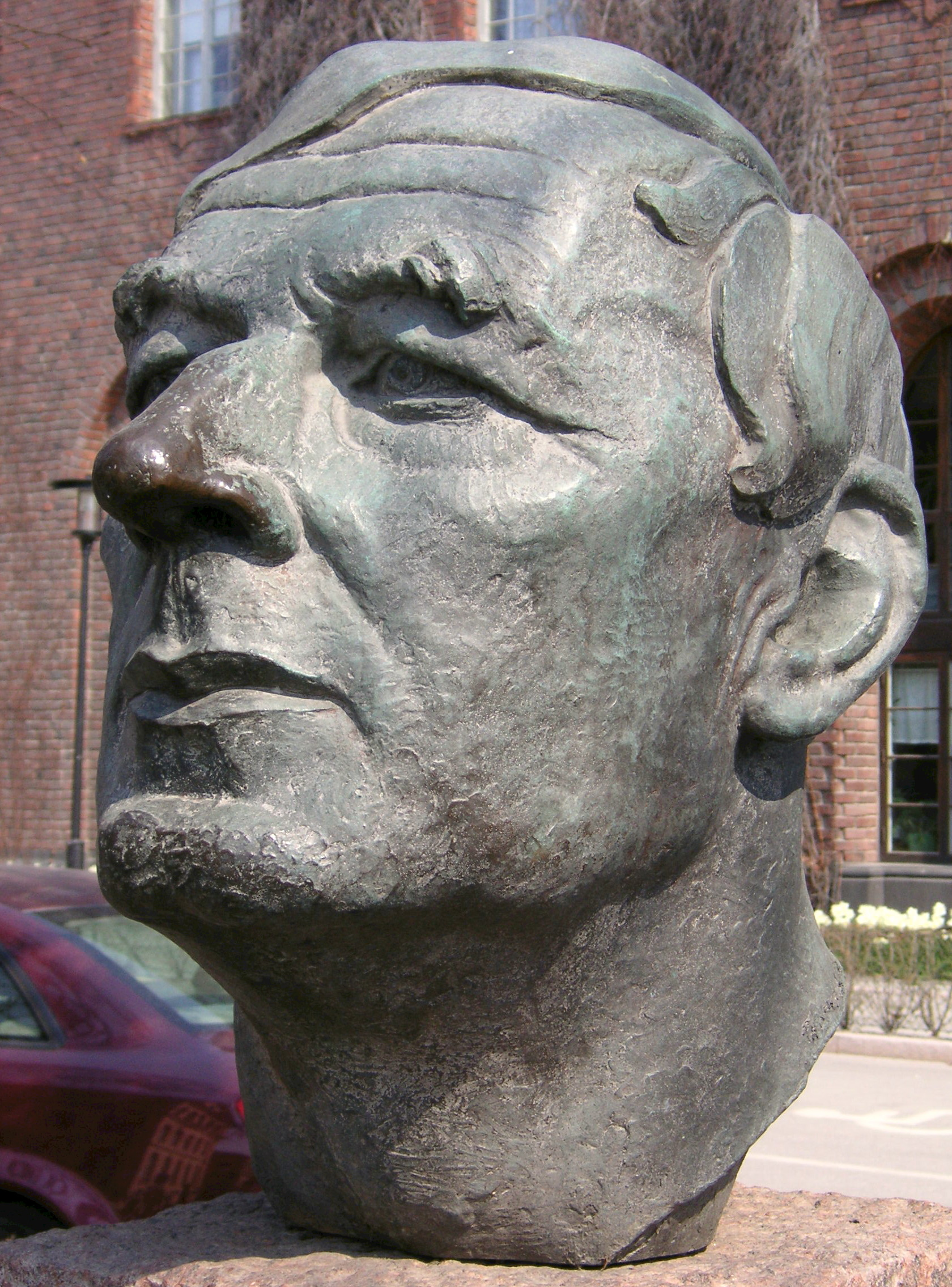
Busto di Ragnar Östberg in Stoccolma (1974)

La sua carriera di studi culminò con il Politecnico e con la Reale Accademia delle Belle Arti a Stoccolma, dove poi fu professore; successivamente effettuò viaggi di perfezionamento negli Stati Uniti d'America, in Francia, in Italia, in Grecia e nel Regno Unito.
Dopo di che incominciò a lavorare come architetto in un ambiente il cui indirizzo non era chiaramente definito.
Nel suo primo periodo di attività realizzò soprattutto case e ville a Stoccolma, invece in seguito ricevette incarichi per edifici pubblici nei quali dimostrò il suo ruolo storico nell'architettura svedese,che lo portarono ad affermermarsi in Svezia fin dai primi anni del XX secolo.
Il ginnasio di Östermalm, il crematorio di Helsingborg,il Municipio di Stoccolma, il suo lavoro fondamentale, oltre ad essere stati agevolati dalle sue esperienze e dai suoi studi svolti nel mondo, evidenti le influenze del Palazzo Ducale veneziano per il municipio, e dall'atmosfera sognante del Romanticismo, furono indice di un grande interiore sentimento di libertà che sembrava soffocata dal neoclassicismo.
Inoltre gli strumenti che consentirono l'espressione di tale linguaggio anticiparono quelli dei "pionieri" dell'architettura moderna: l'uso a vista del laterizio, dei volumi consistenti generati da ampie superfici evidenziate nei loro tratti essenziali da delicate partiture decorative che si riallacciarono alla tradizione medievale e rinascimentale nordica, preannunciando temi che si rivelarono validi per tutto il XX secolo.
L'emergere del romanticismo nazionale in Scandinavia nel 1880 si concretizzò nella realizzazione di edifici come il Municipio di Copenaghen (1892-1902) di Martin Nyrop, che miscelava elementi del Rinascimento settentrionale con quelli tipici del gotico merlato. La sua fine artigianalità e il delicato e scenografico eclettismo furono ripresi nel celebre Municipio di Stoccolma, progettato nel 1908 da Ragnar Östberg e realizzato nel 1911-1923.
Fu la sua opera più nota, e il progetto del concorso del 1905 subì molte varianti prima di essere eseguito.
In alcune sue opere successive, ad esempio il Museo navale di Stoccolma (1933-1936), Östberg fece ricorso alla stilizzazione alla maniera del barocco svedese e del classicismo,anche se il suo linguaggio si caratterizzò per l'unione dell'eclettismo romantico con un rinnovamento e a una libertà compositiva che anticiparono la corrente razionalista.

## Opere
- Villa Ekarne (1905), Djurgården, Stoccolma;
- Villa Pauli, Djursholm (1905);
- Villa Scharinska, Umeå (1905);
- Villa Aschanska, Umeå (1906);
- Teaterhuset, Umeå (1906-1907);
- Prinsvillan, Djursholm, Danderyd (1909);
- Ufficio svedese di registrazione e brevetti, Stoccolma (1911-1921);
- Municipio di Stoccolma (1923);
- Crematorio, Helsingborg (1929);
- Riksbron (ponte), Stoccolma (1926-1930);
- Il palazzo ricostruito sull'isolotto di Strömsborg (1929-1930);
- Värmland's nation in Uppsala (1930);
- Scuola Stagnelius, Kalmar (1931-32);
- Museo di storia marittima, Stoccolma (1933-1936);
- Zorn Museo di Mora (1938-1939).

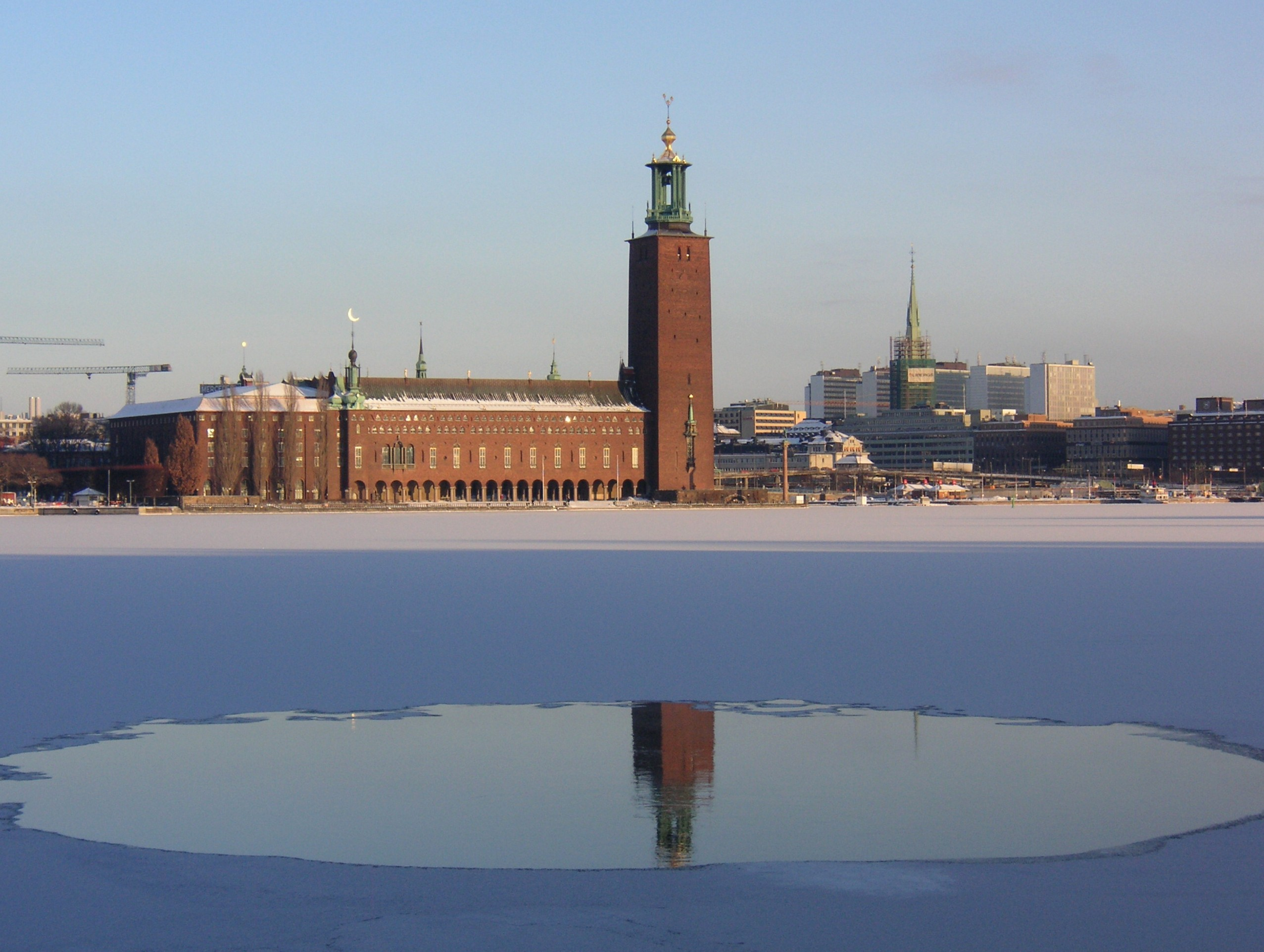
Municipio di Stoccolma
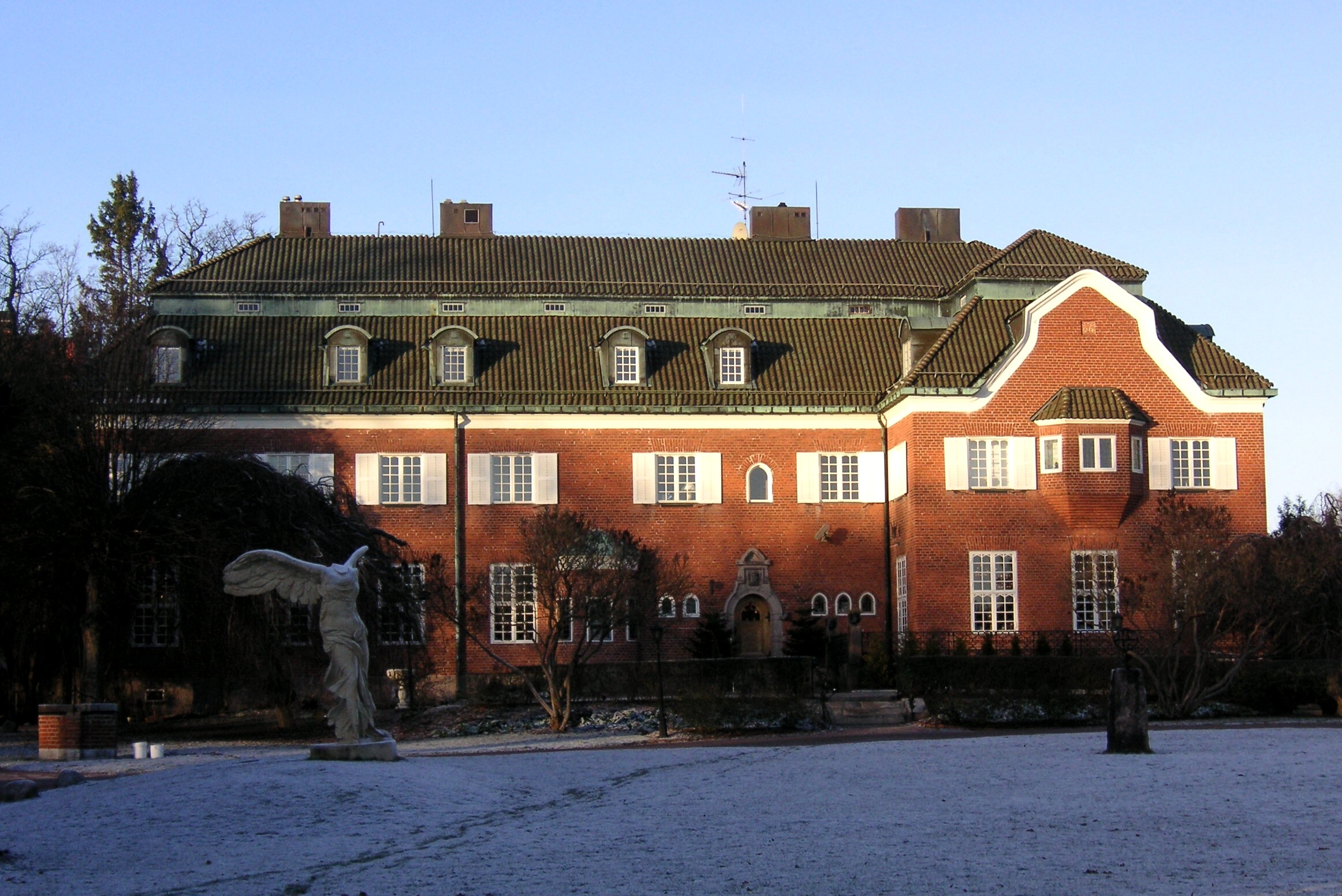
Villa Pauli, Djursholm
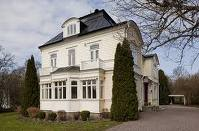
Prinsvillan, Djursholm
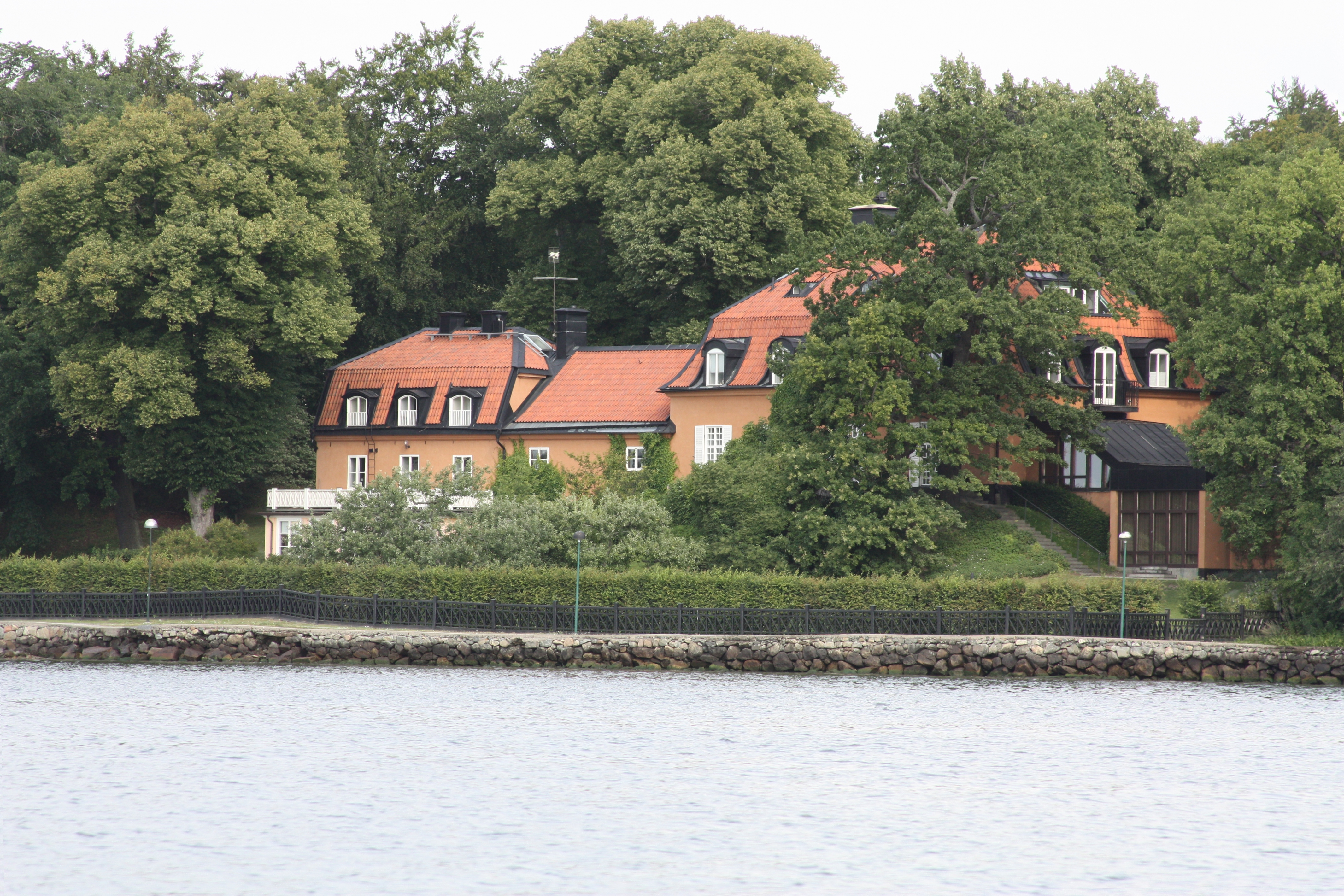
Nedre Manilla, Djurgården
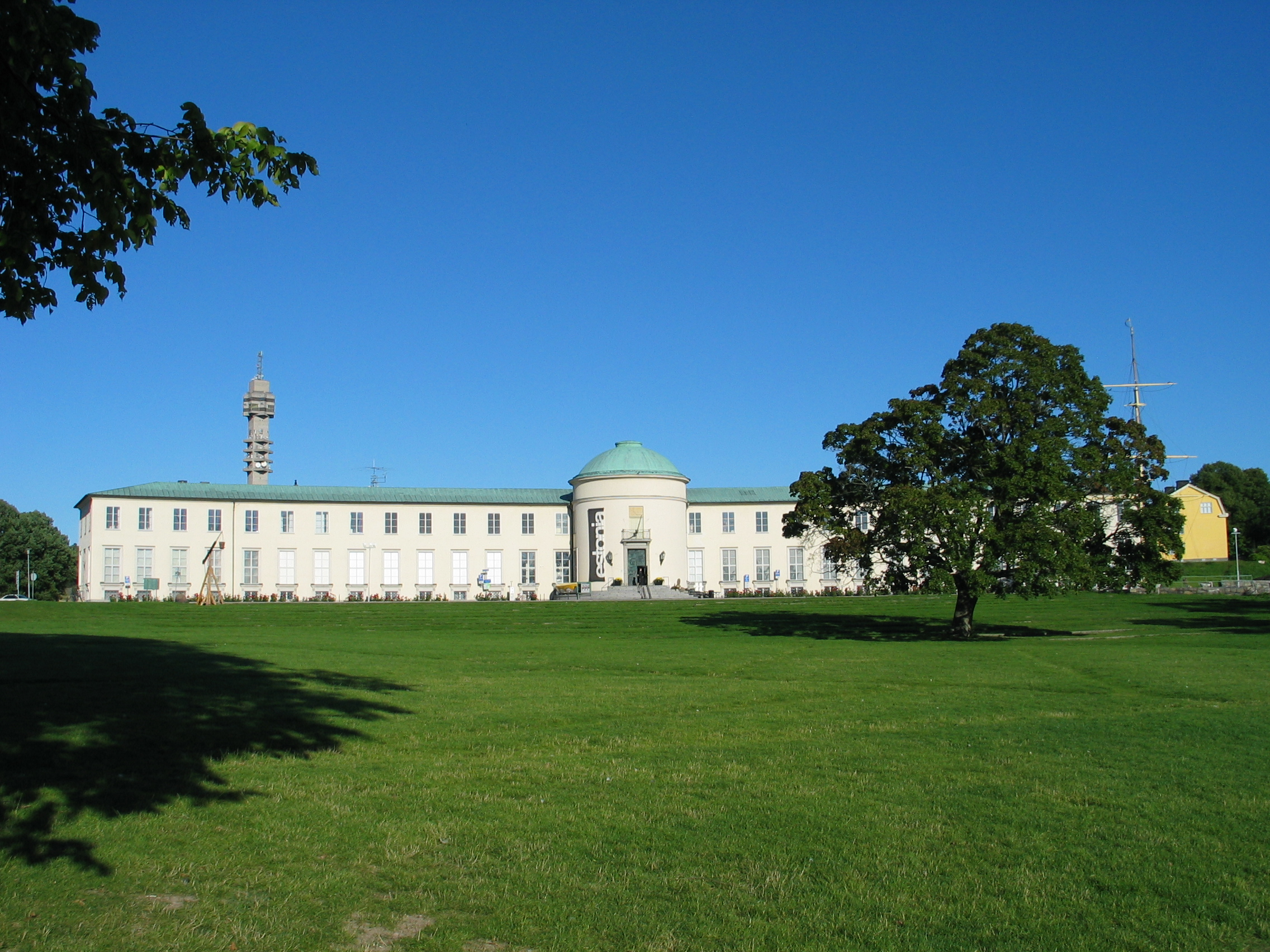
Museo di storia marittima, Stoccolma
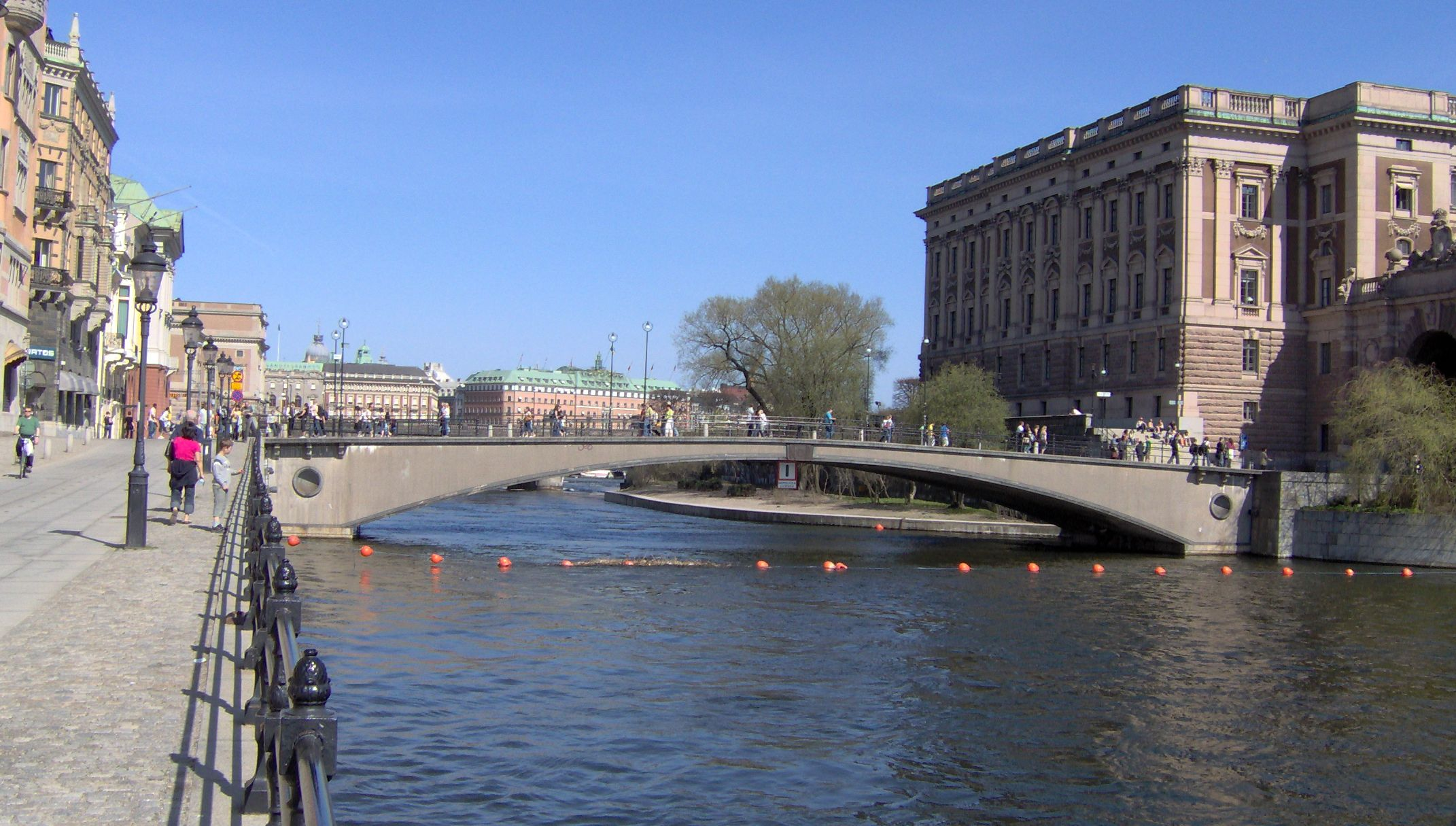
Riksbron, Stoccolma
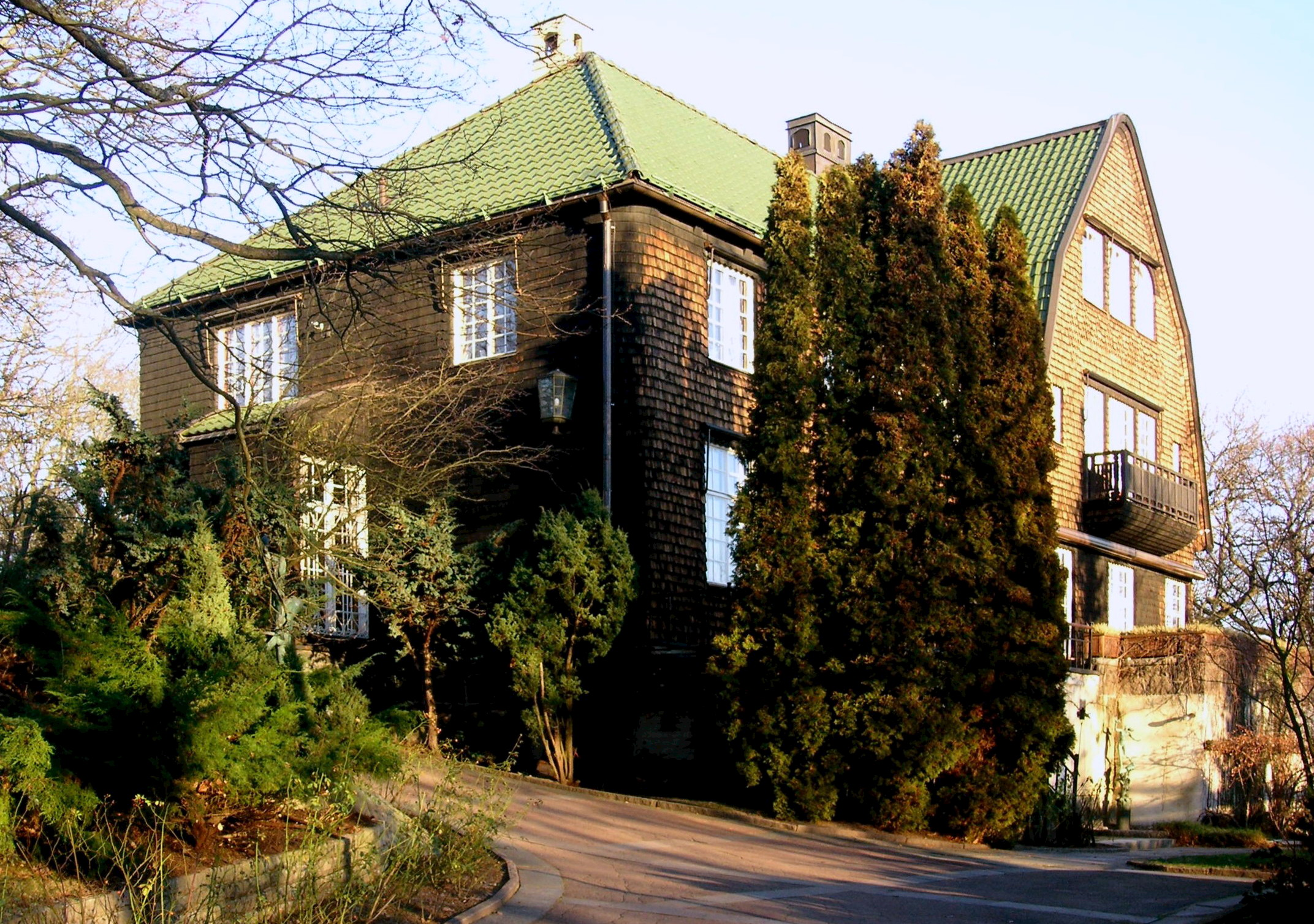
Villa Ekarne, Djurgården
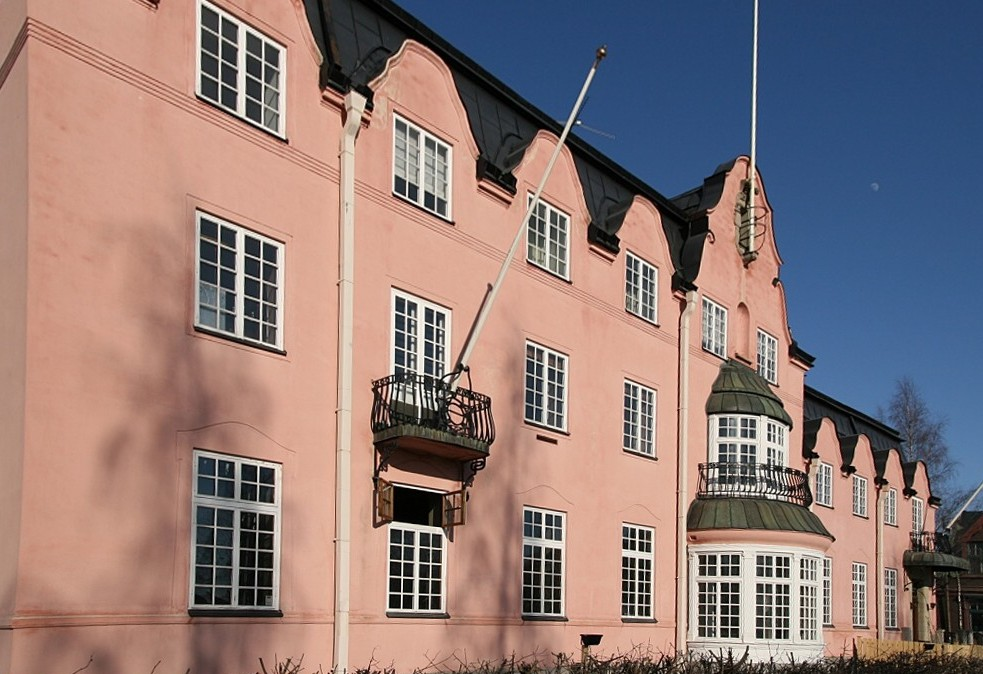
Scharinska Villan, Umeå
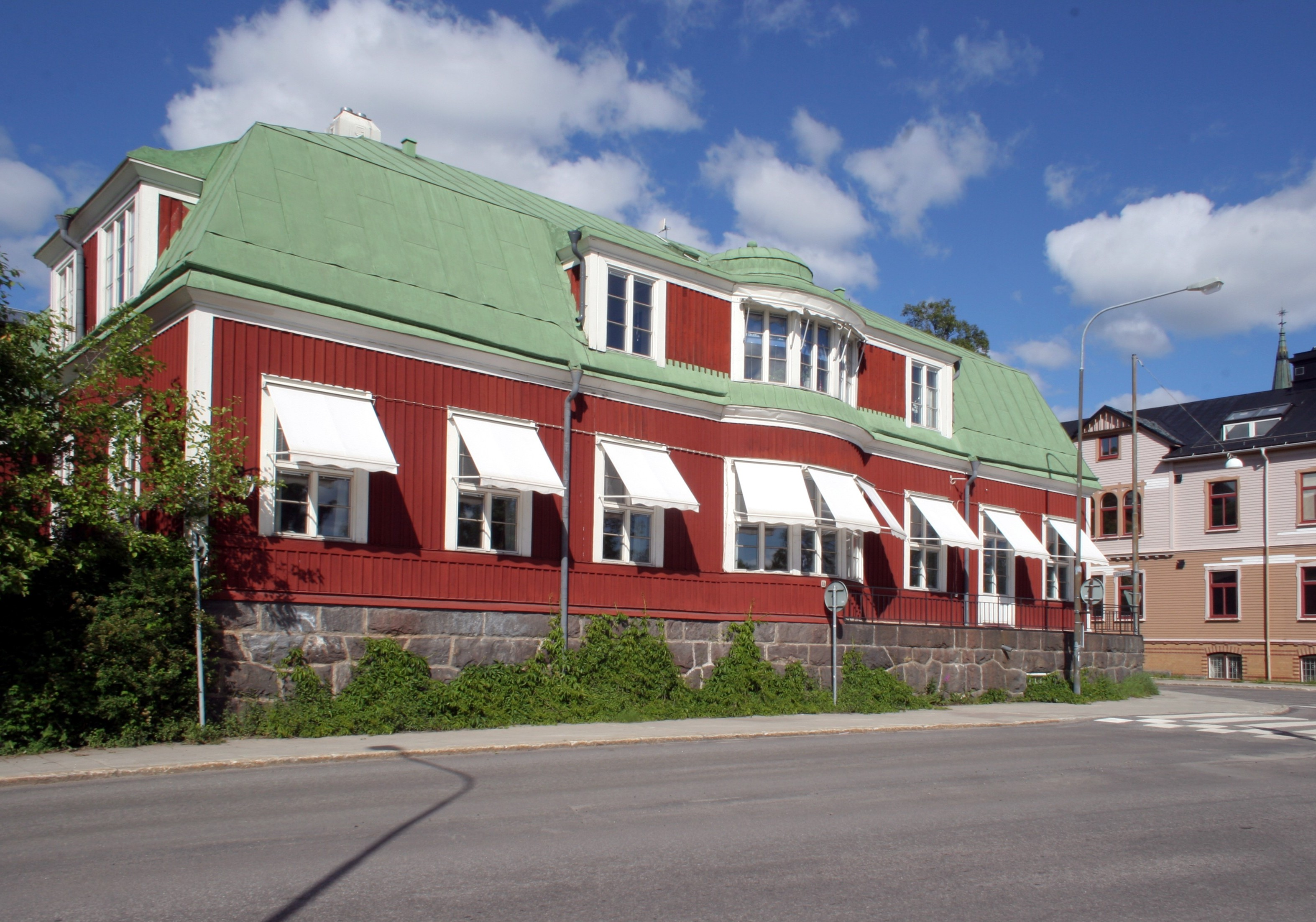
Villa Aschanska, Umeå
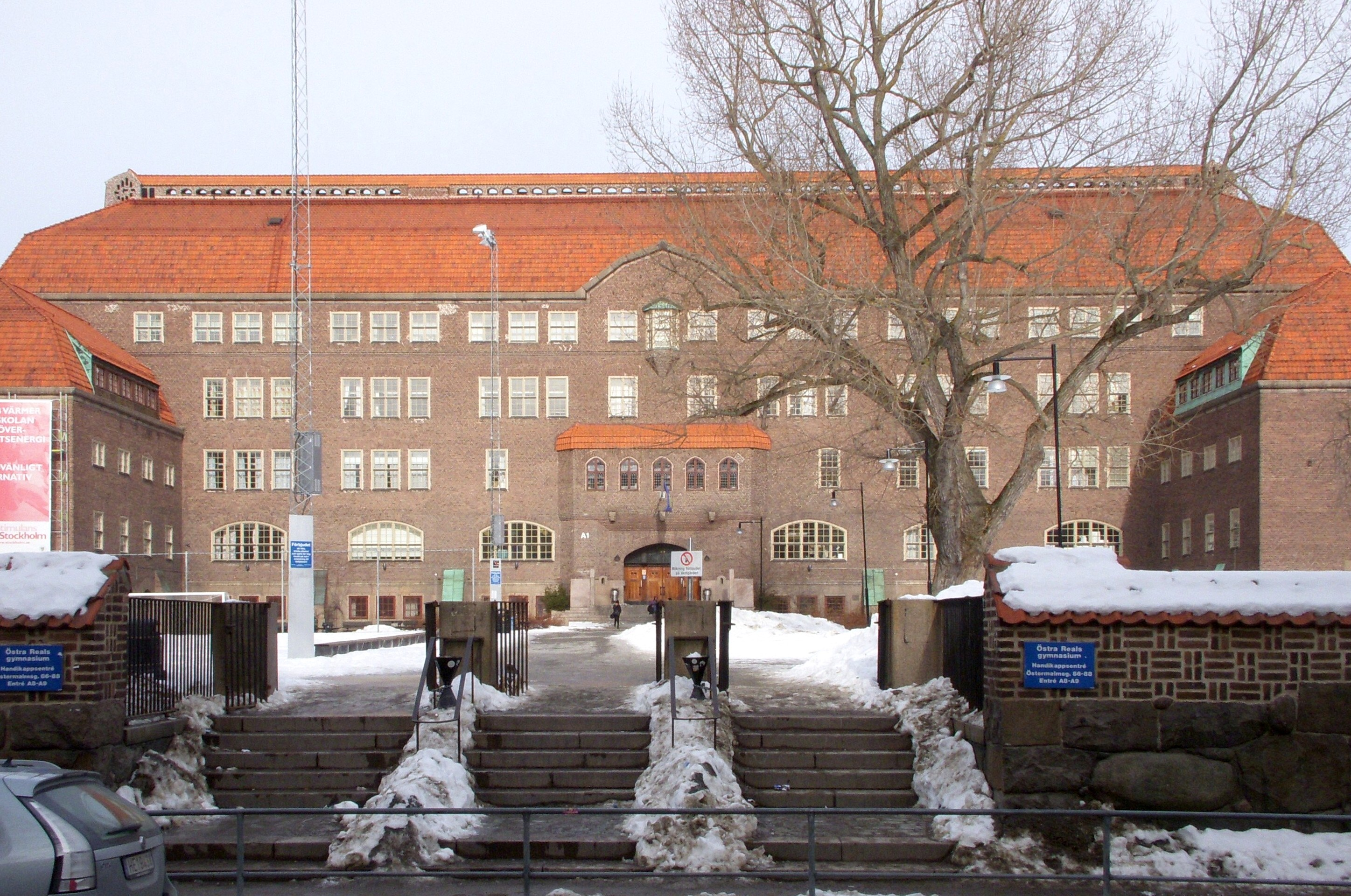
Ginnasio di Östermalm, Stoccolma